# Alphabeat
«Alphabéat» (дат. Alphabéat) — датская поп-группа из города Силькеборг. Первоначально группа носила название Sodastar, однако потом обнаружилось, что группа с таким названием уже существует в Германии, и было принято решение изменить название на Alphabeat.
Группа состоит из шести участников, состав которых за время создания группы почти не менялся. Группа часто экспериментирует в современных поп-музыкальных направлениях, благодаря чему стала известна далеко за пределами Дании.

## История группы
Первый сингл «Fascination» стал значительным хит-синглом в Дании летом 2007 года и в Британии в 2008. Второй сингл «10.000 Nights of Thunder» был так же успешен, как и первый. Одноимённый дебютный альбом «Alphabeat» стал платиновым в Дании, а следующий сингл «Boyfriend» был с огромным успехом выпущен в Британии. Звучание группы главным образом ориентировано на ретро-поп 80-х, в частности, можно услышать влияние таких групп как Deacon Blue и Prefab Sprout. В музыке Alphabeat часто используют чередование и наложение женских и мужских партий и гармоний, за что их, временами, сравнивают с ABBA.
Локальный успех группы заинтересовал представителей нескольких крупных лейблов и в конечном счёте, Alphabeat заключили контракт с «Charisma Records», дочерней компании EMI, базирующейся в Англии. Дебютный британский сингл «Fantastic 6» поступил в продажу в ноябре 2007 года, после чего сразу несколько популярных музыкальных изданий, в числе которых NME, The Observer Music Monthly, Digital Spy и Popjustice принялись на все лады расхваливать молодую группу. Несомненным успехом можно считать то, что Alphabeat получили предложение выступить в качестве разогревающей команды у Spice Girls в их реюнион туре 2007-08. Тем не менее, группа отвергла это предложение, решив, что ещё не готова выступать перед столь огромной аудиторией, незнакомой с их музыкой.

## Дискография
- 2007 — Alphabeat
- 2008 — This Is Alphabeat
- 2008 — This Is Alphabeat (Limited Edition)
- 2009 — The Spell
- 2010 — The Beat Is…
- 2010 — The Beat Is… (iTunes Edition)
- 2012 — Express Non-Stop